# نورث لوو
نورث لوو هو مجلس إندونيسي محلي، في إندونيسيا، يقع في سولاوسي الجنوبية، بلغ عدد سكانه 352,845 نسمة، عاصمته ماسامبا، تبلغ مساحته 7,502.58 كيلومتر مربع.

## الموقع
يشترك في الحدود مع:
- East Luwu Regency [الإنجليزية]‏
- Central Mamuju Regency [الإنجليزية]‏
- Sigi Regency [الإنجليزية]‏
- Mamuju Regency [الإنجليزية]‏
- Luwu Regency [الإنجليزية]‏
- North Toraja Regency [الإنجليزية]‏
- Poso Regency [الإنجليزية]‏.